# 15026 Девідскотт
15026 Девідскотт (15026 Davidscott) — астероїд головного поясу, відкритий 14 жовтня 1998 року.
Тіссеранів параметр щодо Юпітера — 3,389.